# Stara Studnica
Stara Studnica (niem. Alt Stüdnitz) – wieś sołecka w Polsce położona w województwie zachodniopomorskim, w powiecie drawskim, w gminie Kalisz Pomorski. W latach 1975–1998 miejscowość administracyjnie należała do województwa koszalińskiego. Według danych z 1 stycznia 2011 roku wieś liczyła 85 mieszkańców. 

## Geografia
Wieś leży ok. 12,5 km na północny wschód od Kalisza Pomorskiego, ok. 300 m na zachód od rzeki Studzienicy, między Poźrzadłem Wielkim a miejscowością Sienica. 

## Historia
Wieś o rodowodzie średniowiecznym. Do XVIII wieku należała do rodu von Güntersberg, a majątku von Gruthow. W 1855 roku majątek należał do braci Glahnów. W latach 1946–1954 wieś była siedzibą gminy Stara Studnica. 

## Zabytki
- dwór z zespołem dworsko-parkowym. W parku rosną bardzo stare kasztanowce oraz potężne lipy o obw. 600 i 400 cm. Jest to obiekt murowany z cegły, podpiwniczony. W piwnicach znajdują się sklepienia odcinkowe. Stropy drewniane
- spichlerz ryglowy, murowany z końca XIX wieku. Jest to obiekt murowany ze stropami i belkami drewnianymi, trzypoziomowy. Służył do przechowywania zboża
- murowany dom mieszkalny nr 25 z początku XX wieku. Dawna plebania – obecnie niezamieszkany
- cmentarz z połowy XIX w. z zachowanym układem przestrzennym, nagrobkami i drzewostanem
- pamiątkowa tablica z nazwiskami żołnierzy niemieckich mieszkających w Studnicy, a poległych w czasie I wojny światowej[5].

## Przyroda
Znajduje się tu jedyna w okolicy odkrywka skał gnejsowych przy wąwozie znajdującym się na trasie do Sienicy, oraz głaz narzutowy o wys. 2 m i obw. 10,2 m.